# Aedh af Skotland
Aedh (også Aed eller Aodh) (født ca. 840, død 878 i Strathallan) var konge af Skotland fra 877 til sin død året efter.
Han efterfulgte sin bror Konstantin. Kort tid efter at han kom til magten, blev han dræbt af Giric, som havde konspireret med Aedhs nevø Eochaid. De efterfulgte ham i et samkongedømme.
Kun lidt er kendt om ham. Det er usikkert, om det var ham Konstantin udnævnte til tronfølger. Han var gift, men hans kones navn, og hvornår de giftede sig, er ikke kendt. Hans søn Konstantin blev senere konge af Skotland, og en yngre søn, Donald, blev konge af Strathclyde i 908. 
Efter at han blev dræbt, er det muligt, at han blev begravet i Maiden Stone i Aberdeenshire.